# Поломошинский район
Поломошинский район — административно-территориальная единица в составе Томской губернии и Сибирского края РСФСР, существовавшая в 1924—1930 годах. Центр — село Поломошное.
Поломошинский район образован в составе Томского уезда Томской губернии 4 сентября 1924 года. В состав района вошла территория следующих упразднённых волостей: Поломошинской полностью; Варюхинской, Красносельской и Пачинской — частично.
В 1925 году Поломошинский район вошёл в состав Томского округа Сибирского края.
По данным 1926 года Поломошинский район включал следующие сельсоветы: Барановский, Болтовский, Борковский, Власковский, Иткаринский, Колмогоровский, Красносельский, Кулаковский, Литвиновский, Морковкинский, Моховский, Нижне-Тайменский, Пачинский, Поломошинский и Соломатовский.
20 июня 1930 года Поломошинский район был упразднён, а его территория передана в Яшкинский район.